# 롯폰기 힐스

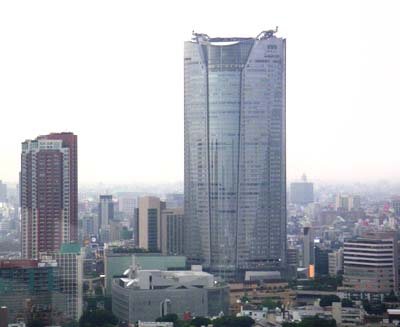
롯폰기 힐스

롯폰기 힐스(일본어: 六本木ヒルズ 롯폰기히루즈[*], Roppongi Hills)는 일본 도쿄도 미나토구 롯폰기에 위치한 복합시설이다. 이 복합시설은 롯폰기힐즈 모리타워를 중심으로 하고 있다. 17년이 걸린 롯폰기 6가의 재개발 사업의 하나로서, 모리빌딩사가 이 복합시설을 건축하였다.

## 개요
주요 시설로는 골드만삭스, 리만 브라더스 홀딩스, J-WAVE, Yahoo!Japan, 라이브도어, 라쿠텐 등의 기업들이 있으며, 모리미술관 등 문화시설이 들어와 있는 모리빌딩의 롯폰기힐즈 모리타워, TV아사히 본사, 도쿄그랜드하얏트호텔, 복합영화상영관(도호 영화사 롯폰기힐즈), 야외이벤트공간(롯폰기힐즈 아레나), 주거공간(롯폰기힐즈 레지던스, 게이트타워 레지던스 등), TSUTAYA와 루이비통 등을 비롯하여 다양한 쇼핑공간과 부띠끄, 레스토랑 등이 있다. 또한 미국인을 대상으로 한 국제학교인 American School in Japan 병설유치원이 있다.
콘 페더슨 폭스(Kohn Pederson Fox Associates)에서 모리타워와 도쿄 그랜드하얏트호텔을 디자인했으며, 져디 파트너십(Jon Jerde)이 느티나무 고갯길 등 건물 하단부의 상가구역을 담당하였다. TV아사히는 건축가인 마키 후미히코(槇文彦), 롯폰기힐즈의 이미지캐릭터인 ｢로쿠로쿠별 사람들｣은 현대예술가인 무라카미 타카시(村上隆)의 작품이다. 또한, 롯폰기힐즈 모리타워에는 J-WAVE의 비상용 송신설비가 마련되어있어 도쿄타워에서 송신이 불가능하게 되어도 최대 1킬로와트 분량의 방송이 가능하다. 전 사옥이었던 니시아자부미쓰이빌딩(西麻布三井ビル)과 비교했을 때, 같은 출력에서의 전파 수신 거리가 현저히 높다.

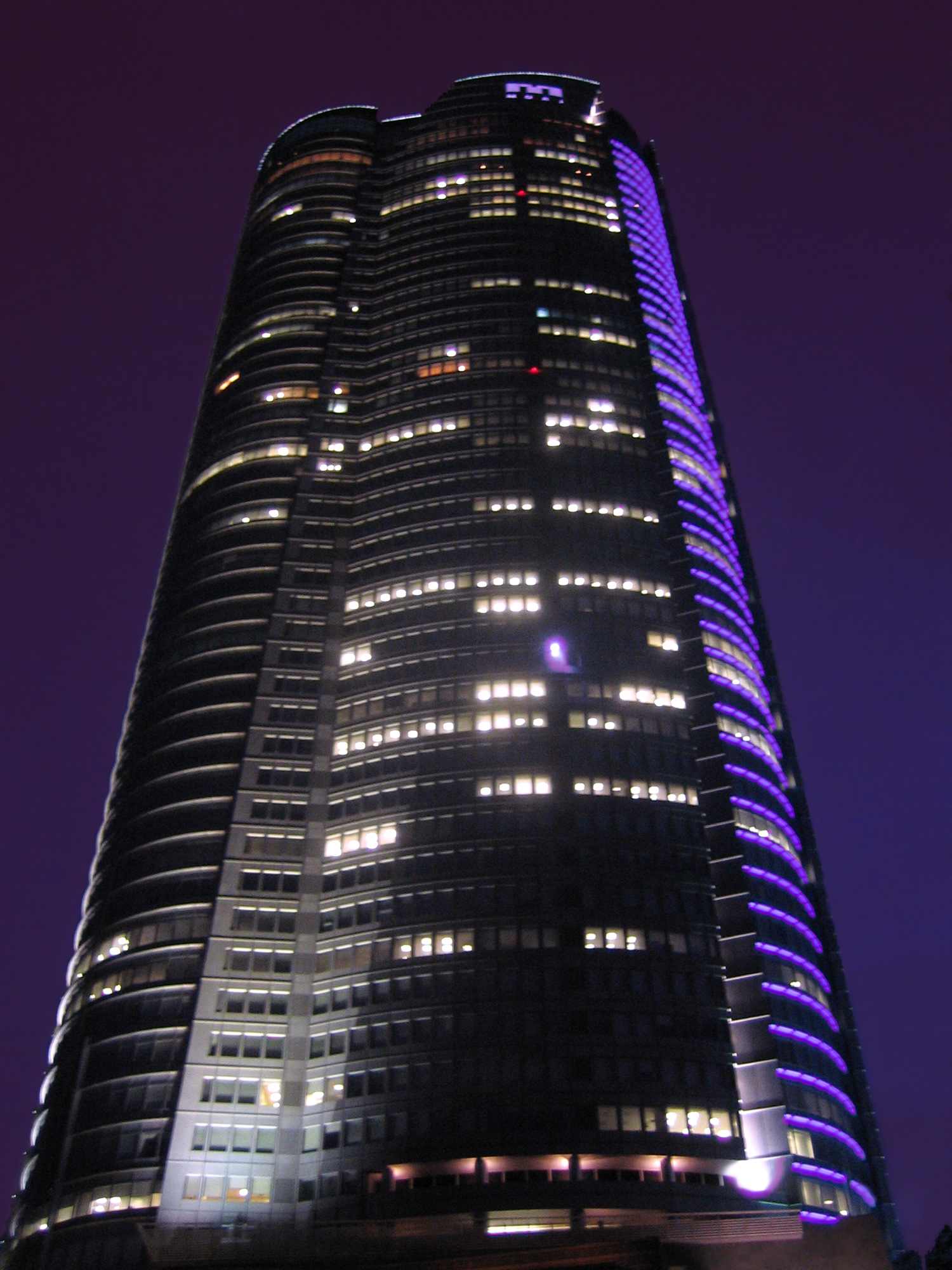
롯폰기 힐즈 모리타워의 야경

## 역사

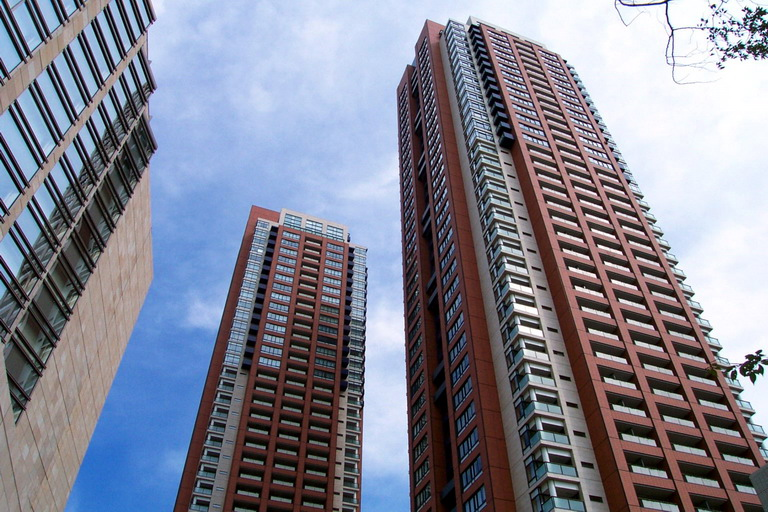
롯폰기 힐즈 레지던스호텔

에도시대(1603~1867)에 쵸후 모리가(長府毛利家) 사람들이 거주하던 곳인데, 아코 로시(赤穂浪士) 소속의 무사 다케바야시 다다시치(武林唯七) 외 7명이 할복자살을 한 곳으로도 유명하다. 쵸후번(長府藩) 출신인 노기 마레스케(乃木希典)도 이 곳에서 태어났다.
메이지시대(1868~1912)에는 법률가인 마스지마 로쿠이치로(増島六一郎, 주오대학의 전신인 이기리스법률학교의 창립자 중 한 명)의 저택이었다가, 제2차세계대전을 겪은 후 1952년에 닛카 위스키 공장, 이후에는 일본교육TV(NET TV, 현재의 TV아사히)의 부지가 되었다.
모리가(家)는 일찍이 큰 정원을 가지고 있었다. 정원 안에 있는 연못은 닛카 위스키가 들어선 후 통칭 닛카연못이라 불리며 TV아사히의 프로그램인 ｢삼마노난데모다비(さんまのナンでもダービー)｣를 통해 알려지게 되었다. 현재 부지 내에는 면적이 약 4,300m3에 달하는 모리정원이 있다. 이 곳에 모리연못이 있으나 닛카연못과는 다르다. 전에 있던 옛 정원은 모리연못 아래에 잠긴 채로 보존되고 있다.

## 배경
롯폰기 힐즈가 생기기 전에 TV아사히 주변에는 도로가 좁아 소방차도 드나들기 어려운 상황이었다. 1990년에 TV아사히 본사의 이전과 함께 재개발구역으로 지정되었다. ｢로쿠로쿠｣라는 애칭을 갖게 된 것은 롯폰기 6가(롯폰기로쿠쵸메)라는 말에서 비롯된 것이다. 마찬가지로 모리빌딩사에서 지었던 아카사카(赤坂)의 아크힐즈가 이 곳 재개발계획의 모델이 되었다.

## 같이 보기
- 더 시티7 - 롯폰기 힐즈를 벤치마킹하여 건설된 대한민국 창원시의 복합단지